# 川原湯
川原湯（かわらゆ）は、群馬県吾妻郡長野原町の大字。郵便番号は377-1302。面積は6.15 km2。

## 地理
八ッ場ダム建設により、元の集落はダム湖の八ッ場あがつま湖に水没するため、2012年から南側の高台に集落移転を行った。また、同字の名前の通り川原湯温泉の所在地である。八ッ場あがつま湖を挟んだ北側に面する大字川原畑とは、八ッ場大橋で結ばれている。
移転前も川原湯温泉の所在地であった。温泉旅館は吾妻川の谷間の上部の道路沿いにひしめく様に存在した。また、「関東の耶馬渓」の異名を持つ吾妻渓谷の西端にあたる。

### 河川
- 吾妻川

## 歴史

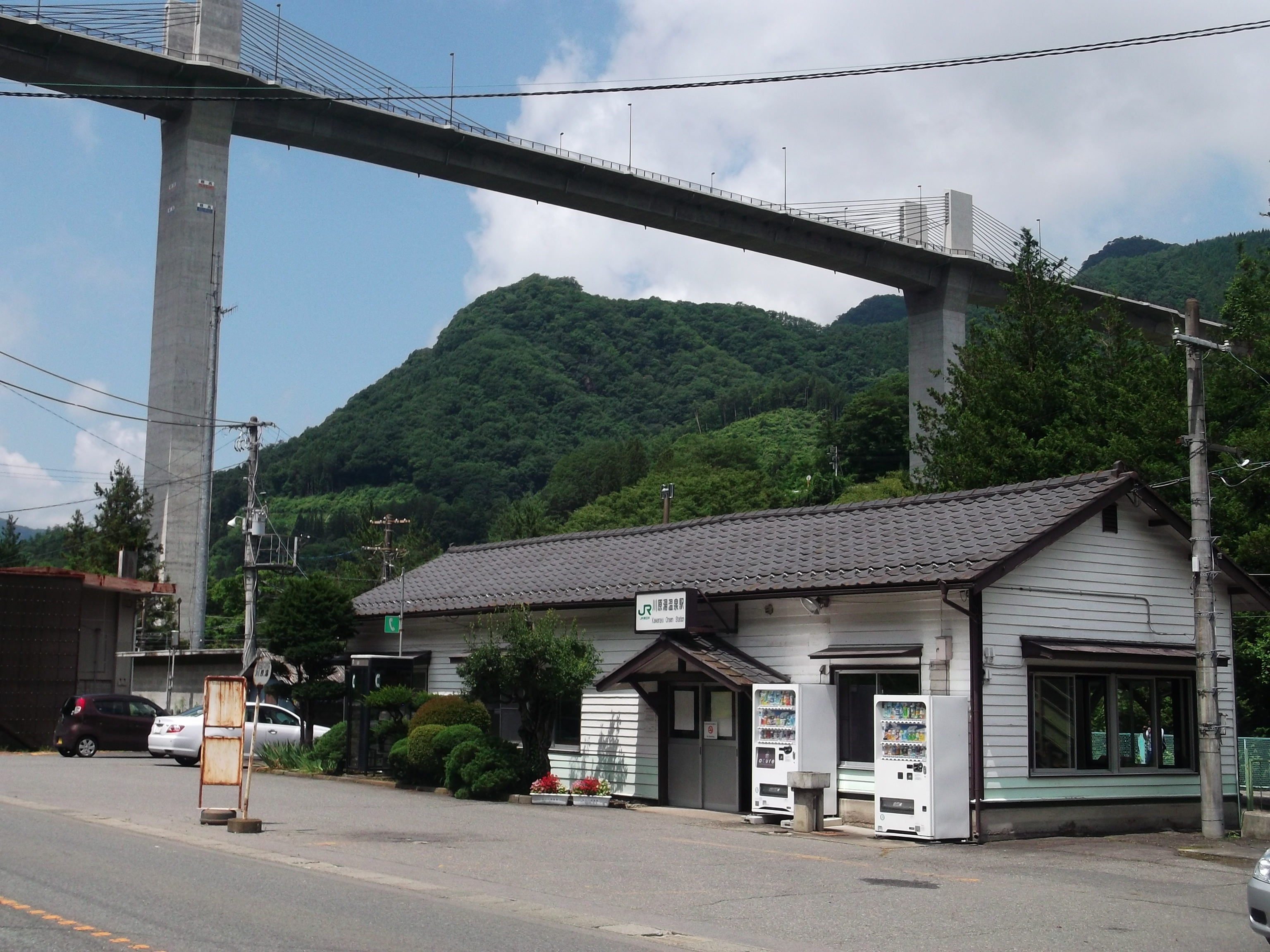
旧・川原湯温泉駅と八ッ場大橋

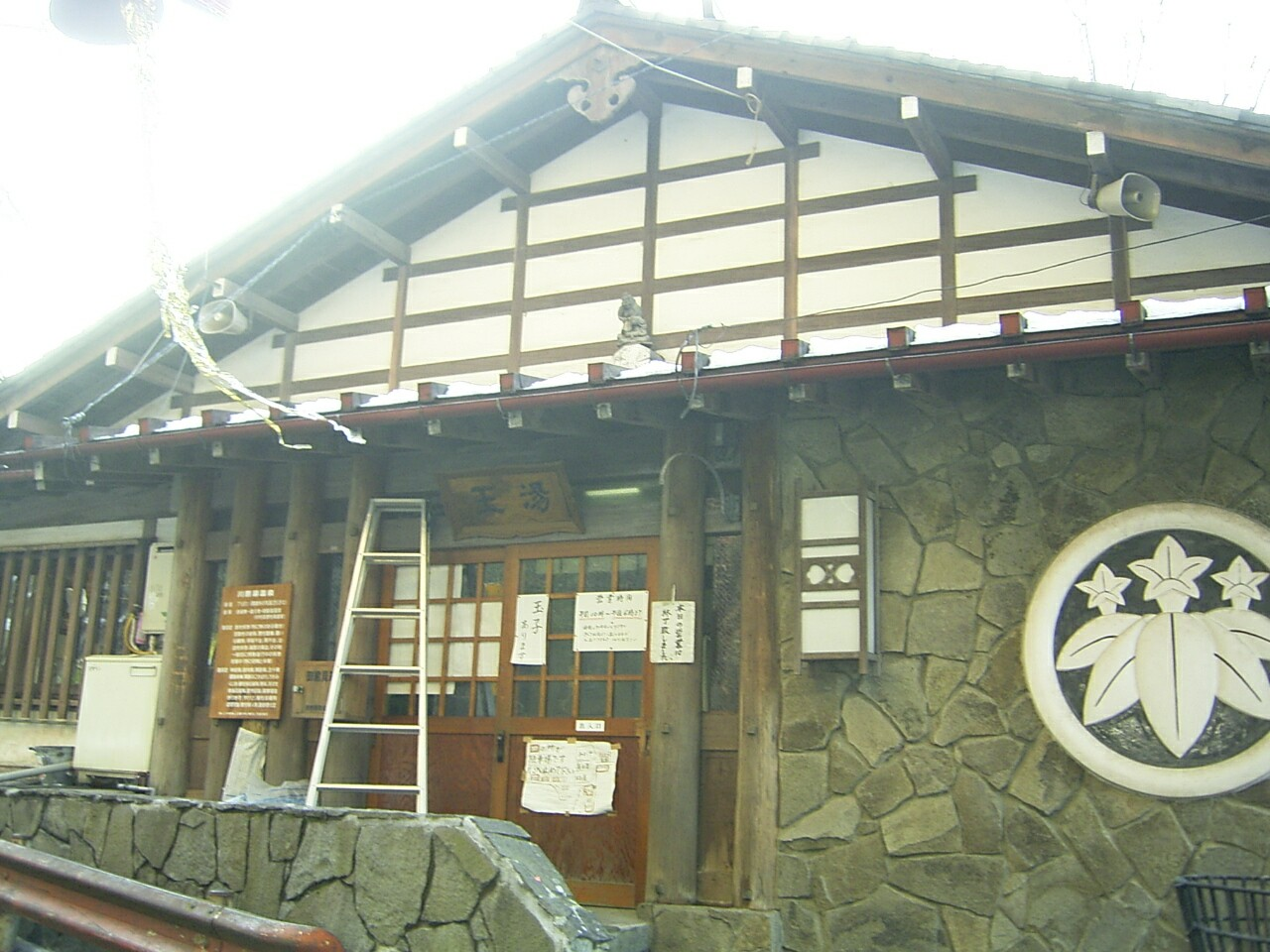
旧・川原湯温泉の王湯（共同浴場）

1193年に源頼朝が狩をしている最中に川原湯温泉を発見したとされる。その後できた川原湯村は往古より吾妻郡に属していた。また、分村等のことはなかった。江戸時代は、はじめ沼田藩領、元和元年からは幕府領であった。1889年の町村制施行で近隣9か村と合併し、長野原町ができる。その後の1917年大字の名前が変更され現在の名前となる。
1986年に「八ッ場ダムの建設に関する基本計画」が策定された。この八ッ場ダム建設により温泉街を含む旧川原湯地域はダム湖に沈んでしまうこととなった。そのため予定湖面より高い地点にボーリング掘削によって新源泉が掘り当てられ、その周辺に新温泉街を造成し、川原湯地域の代替地となった。2014年には、八ッ場大橋と吾妻線の付け替え新線が開業し、代替地に交通網が移っている。

### 年表
- 1193年 源頼朝が狩をしている最中に川原湯温泉を発見したとされる。
- 1889年 町村制施行により川原湯村など10町村が合併し、長野原町が誕生した。そのため吾妻郡長野原町大字川原湯村となった。
- 1917年 大字下の町村を削除したため、大字○○村は大字○○になったことで同字は吾妻郡長野原町大字川原湯となった。
- 2012年5月11日 同字を通る群馬県道375号林岩下線が代替地で開通[5]。これにより代替地への移転が始まる。
- 2014年10月1日 八ッ場大橋が開通する。また、JR東日本吾妻線が新線に切り替わり、川原湯温泉駅が移転[5]。
- 2019年10月 八ッ場ダムの試験湛水開始により、旧地域周辺がダム湖（八ッ場あがつま湖）に水没。

### 地名の由来
吾妻川の南岸にあり、温泉が川原に近く湧出することから当時の村名は川原湯にされたと考えられている。その村名が現在は大字として使われている。

### 小字
代替地に移行しても小字が残っている。そのため、現在でも地名として残っているものがある。
代替地での小字
- 上湯原[5]
- 大沢
- 打越
- 大栃沢

旧地域での小字
- 勝沼
- 石川原
- 前原
- 中原
- 上ノ打越
- 西ノ上
- 下湯原
- 新井門
- 東窪
- 長坂
- 下打越
- 金花山
- 北入

## 世帯数と人口
2017年（平成29年）8月31日現在の世帯数と人口は以下の通りである。
| 町丁   | 世帯数 | 人口  |
| ------ | ------ | ----- |
| 川原湯 | 59世帯 | 157人 |

## 小・中学校の学区
町立小・中学校に通う場合、学区は以下の通りとなる。
| 番地 | 小学校               | 中学校                 |
| ---- | -------------------- | ---------------------- |
| 全域 | 長野原町立中央小学校 | 長野原町立長野原中学校 |

## 交通

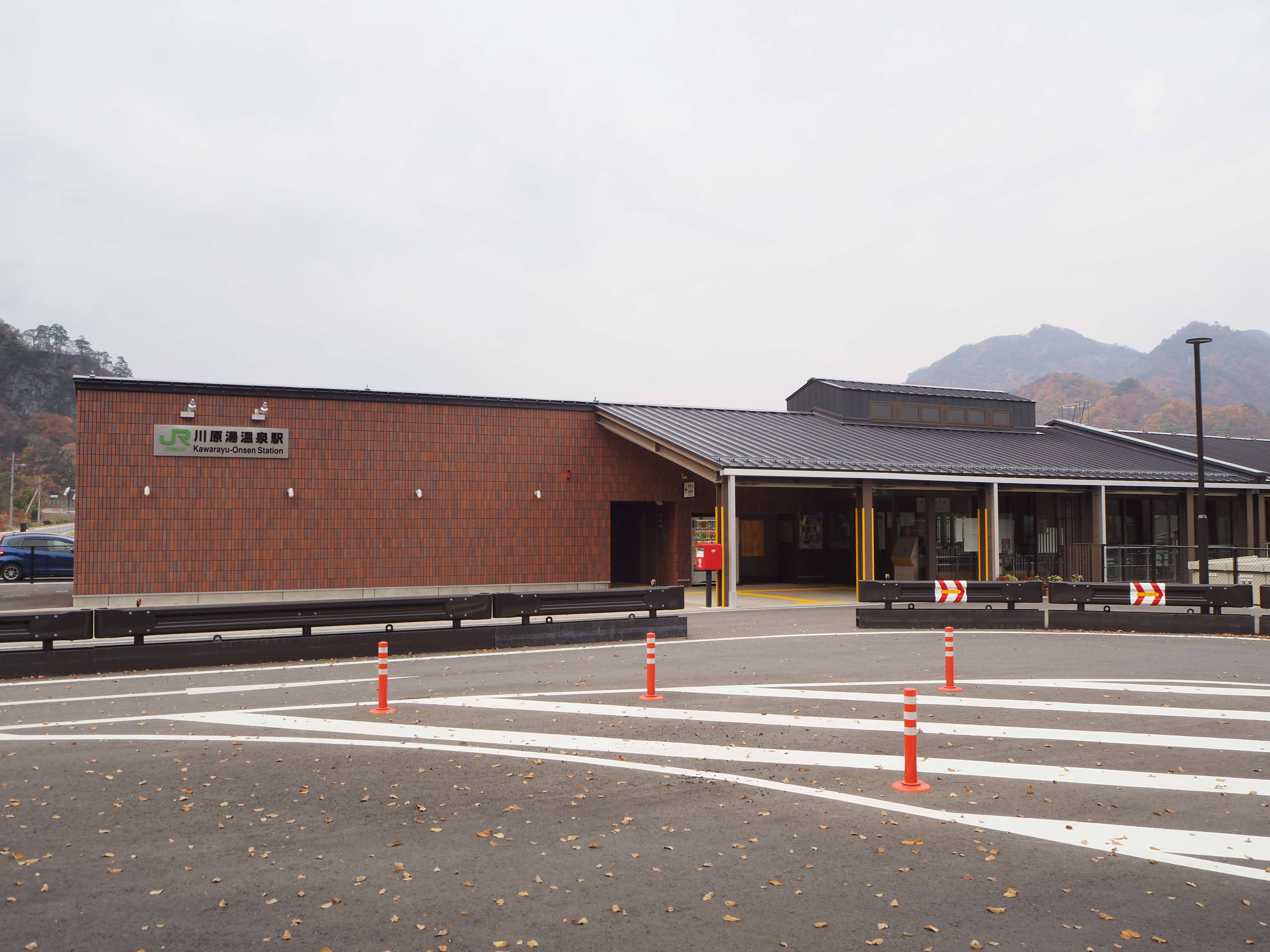
川原湯温泉駅

### 鉄道
- JR東日本吾妻線川原湯温泉駅

トンネル
- 八ッ場トンネル（4582m）[5]
- 川原湯トンネル（1870m）[5]

### バス
現在、同字内に路線バスの停留所は存在しない。

### 道路
県道は群馬県道375号林岩下線、群馬県道377号川原畑大戸線が通っている。また、八ッ場大橋を渡った対岸に国道145号八ッ場バイパスが通る。
水没前は旧同字を国道145号が通っていたが、ダム建設に伴い供用廃止された。
橋
- 八ッ場大橋
- 不動大橋 (群馬県)

トンネル

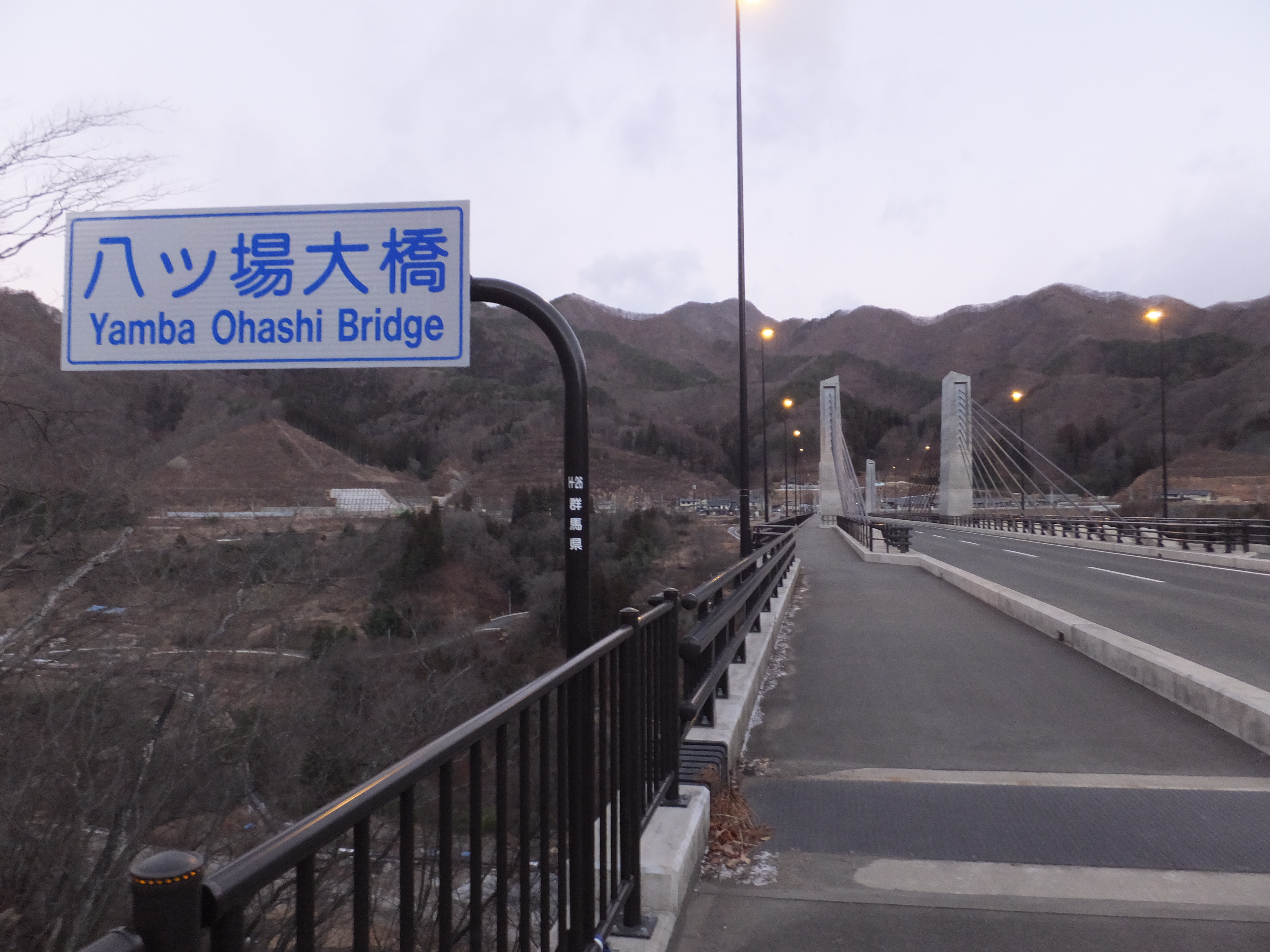
八ッ場大橋 川原湯側

- 川原湯温泉トンネル（336m）- 群馬県道375号林岩下線[5]
- 吾妻峡トンネル（1769m）- 群馬県道375号林岩下線[5]

## 施設

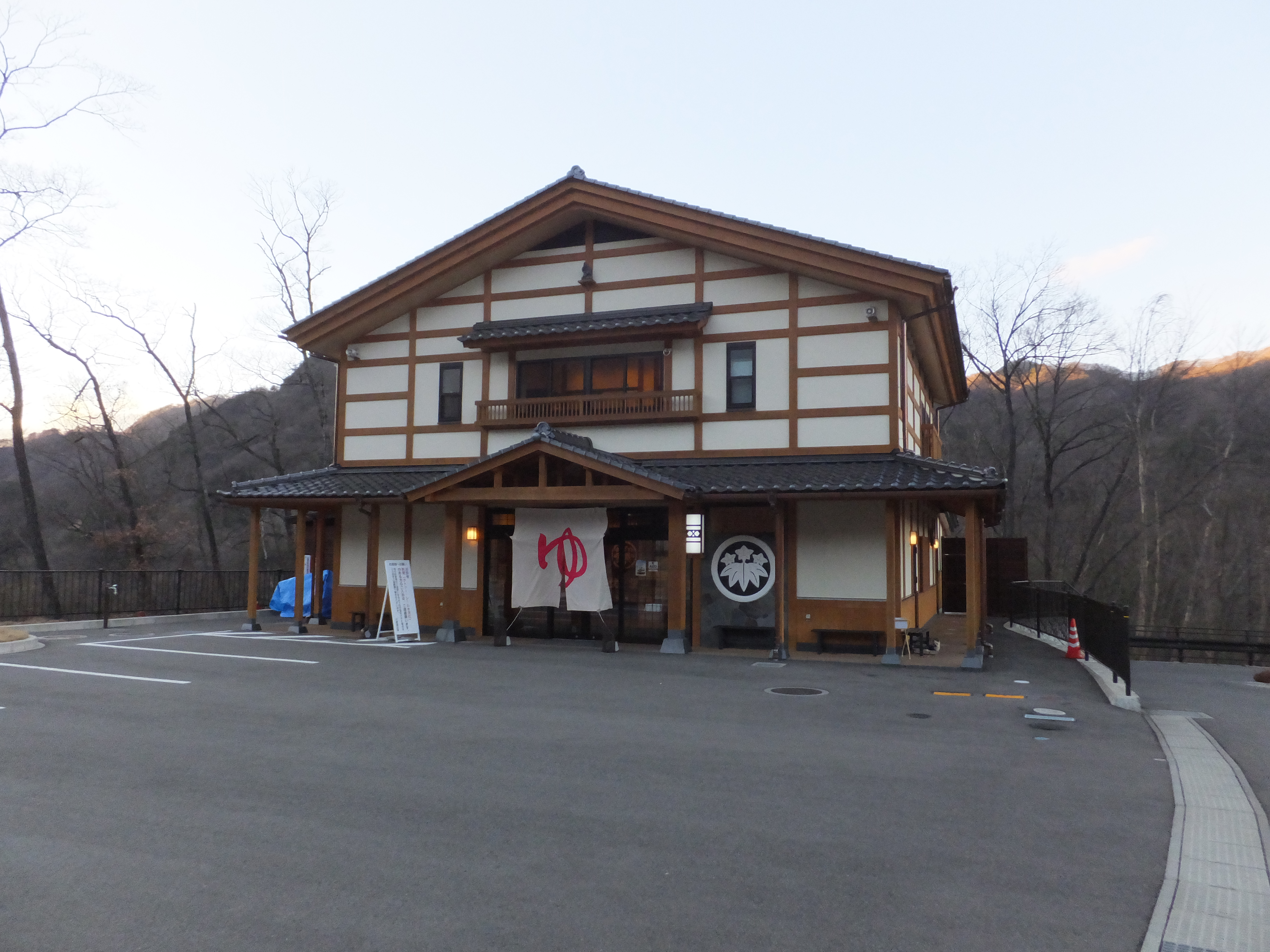
川原湯温泉新王湯　外観

- 川原湯温泉 - 毎年1月20日にゆかけ祭りがおこなわれる。
- JR東日本吾妻線川原湯温泉駅
- 川原湯簡易郵便局
- 長野原町消防団 川原湯地区コミュニティー消防センター
- なるほど!八ッ場資料館
- 川原湯神社